# Аксёнова, Любовь Нестеровна
Аксёнова Любовь Нестеровна (род. 1959, село Коломенка, Крутинский район, Омская область, РСФСР, СССР)— советский и российский деятель органов внутренних дел, полковник полиции. С июня по декабрь 2016 года исполняла обязанности начальника УМВД России по Омской области, став первой женщиной, возглавившей региональное управление в истории постсоветской полиции России.

## Биография
Любовь Нестеровна Аксёнова родилась в 1959 году в селе Коломенка Крутинского района Омской области. По национальности русская.
В 1985 году окончила юридический факультет Омского государственного университета (ОмГУ).
С 1985 года проходила службу в органах внутренних дел.
С июля 2009 года занимала должность заместителя начальника УМВД России по Омской области.
С августа 2011 года — заместитель начальника УМВД России по Омской области, начальник следственного управления.
В период с 2016 по 2017 год временно исполняла обязанности начальника УМВД России по Омской области до назначения следующего руководителя, став первой женщиной, возглавившей региональное управление в истории постсоветской полиции России.
Общий стаж службы в правоохранительных органах составил более 30 лет, из них почти 20 лет на следственных должностях.
В 2019 году достигла предельного возраста службы для сотрудников МВД её специализации и вышла на пенсию.

## Награды
- Медаль ордена «За заслуги перед Отечеством» II степени.
- Медаль «За заслуги в управленческой деятельности» 2 и 3 степени.
- Медаль «За отличие в службе» трёх степеней.
- Медаль «За боевое содружество».
- Медаль «За доблесть в службе» (МВД)
- Знак отличия «Лучший следователь»[6][2]

## Семья
Замужем, есть дети. Подчёркивала, что времени на дом и семью оставалось немного, и воспитание детей осуществлялось совместно с мужем личным примером. Основное внимание уделяла работе, стараясь не афишировать личную жизнь в публичных источниках. Придерживалась принципа «надо просто любить свое дело», чтобы всё успевать.

## Резонансные ситуации
В открытых источниках нет сведений о том, что Любовь Нестеровна Аксенова была непосредственно связана с какими-либо публичными скандалами. Ее служба в органах внутренних дел  Омской области характеризуется как профессиональная, без широко известных конфликтов или обвинений в коррупции.
В 2016–2017 годах, когда она исполняла обязанности начальника УМВД по Омской области, отмечались кадровые и организационные изменения, а также резонансные ситуации, связанные с расследованиями сложных уголовных дел, но эти обстоятельства не превратились в скандалы с ее участием. Также сообщалось о проверке информации о драке между сотрудниками полиции под ее контролем, однако публичных негативных последствий с ее стороны не было.